# Đội tuyển Davis Cup Togo
Đội tuyển Davis Cup Togo đại diện Togo ở giải đấu quần vợt Davis Cup và được quản lý bởi Liên đoàn Quần vợt Togo.
Đội từng vào bán kết Nhóm II năm 1992.

## Lịch sử
Togo lần đầu tiên tham gia Davis Cup vào năm 1990.
Lần gần đây nhất Togo thi đấu ở Davis Cup là năm 2003.